# Suensonomyia setinerva
Suensonomyia setinerva là một loài ruồi trong họ Tachinidae.